# Crocidura buettikoferi
Crocidura buettikoferi — вид ссавців родини Soricidae. Він зустрічається на півдні Нігерії і незначно присутній у Кот-д'Івуарі, Гані, Гвінеї, Ліберії та Сьєрра-Леоне. Його природне середовище проживання — субтропічні або тропічні вологі рівнинні ліси.